# Canton de Coucy-le-Château-Auffrique
Le canton de Coucy-le-Château-Auffrique est une ancienne division administrative française située dans le département de l'Aisne et la région Picardie.

## Géographie
Ce canton a été organisé autour de Coucy-le-Château-Auffrique dans l'arrondissement de Laon. Son altitude varie de 38 m (Manicamp) à 212 m (Septvaux) pour une altitude moyenne de 87 m.

## Histoire

### Révolution française

Carte du canton de Coucy-le-Château-Auffrique en 1790.

Le canton de Coucy-le-Château est créé le 18 février 1790 sous la Révolution française,. Le canton comprend 19 communes avec Coucy-le-Château pour chef-lieu : Auffrique, Champs, Coucy-le-Château, Coucy-la-Ville, Crécy-au-Mont, Folembray, Fresnes, Guny, Jumencourt, Landricourt, Leuilly, Nogent-sous-Coucy, Pierremande, Prémontré, Pont-Saint-Mard, Quincy-Basse, Trébécourt, Trosly-Loire, Verneuil-sous-Coucy. Il est une subdivision du district de Chauny qui disparait le 5 fructidor An III (22 août 1795)
Par décret du directoire du département du 21 octobre 1791, Auffrique et Nogent-sous-Coucy fusionnent pour former la commune d'Auffrique-et-Nogent. La commune de Trébécourt est réunie à Jumencourt. Le nombre de communes est désormais de 17 communes. Lors de la création des arrondissements par la loi du 28 pluviôse an VIII (17 février 1800), le canton de Coucy-le-Château est rattaché à l'arrondissement de Laon.

### 1801 - 2015
L'arrêté du 3 vendémiaire an X (25 septembre 1801) entraine un redécoupage du canton de Coucy-le-Château qui est conservé. L'ensemble des communes du canton de Blérancourt (Audignicourt, Besmé, Blérancourdelle, Blérancourt, Bourguignon-sous-Coucy, Camelin-et-le-Fresne, Lombray, Saint-Aubin, Saint-Paul-aux-Bois, Selens et Vassens), 3 communes du canton de Chauny (Bichancourt, Manicamp et Quierzy) et 3 communes du canton de Saint-Gobain (Barisis, Saint-Nicolas-aux-Bois et Septvaux) intègrent le canton de Coucy-le-Château. Le nombre de communes est alors de 34 communes.
Par ordonnance du 10 mars 1833, la commune de Saint-Nicolas-aux-Bois est détachée de Coucy-le-Château pour intégrer le canton de La Fère, portant le nombre à 33 communes. En 1921, les communes de Coucy-le-Château et Auffrique-et-Nogent fusionnent pour former la commune de Coucy-le-Château-Auffrique. Depuis cette fusion, le canton porte le nom de Coucy-le-Château-Auffrique et compte 32 communes.
En 1943, Fresnes-sous-Coucy simplifie sa dénomination en portant depuis le nom de Fresnes. En 1956, Leuilly change de nom pour Leuilly-sous-Coucy. En 1969, la commune de Blérancourdelle est rattachée à celle de Blérancourt, portant le nombre de communes à 31. Ce chiffre se réduit à 30 avec la fusion de Lombray et de Camelin-et-le-Fresne pour former la commune de Camelin en 1971. Par décret du 3 décembre 2014, la commune de Barisis prend le nom de Barisis-aux-Bois.
La dernière modification concerne les limites du canton puisque Prémontré est détaché, le 1er août 1976, du canton pour intégrer le canton d'Anizy-le-Château, par décret du 20 juillet 1976, réduisant le nombre de communes composant le canton à 29,. Aucun redécoupage n'intervient jusqu'en mars 2015.

### Redécoupage de 2015
Un nouveau découpage territorial de l'Aisne entre en vigueur en mars 2015, défini par le décret du 21 février 2014 , en application des lois du 17 mai 2013 (loi organique 2013-402 et loi 2013-403). Les conseillers départementaux sont, à compter de ces élections, élus au scrutin majoritaire binominal mixte. Les électeurs de chaque canton élisent au Conseil départemental, nouvelle appellation du Conseil général, deux membres de sexe différent, qui se présentent en binôme de candidats. Les conseillers départementaux sont élus pour 6 ans au scrutin binominal majoritaire à deux tours, l'accès au second tour nécessitant 10 % des inscrits au 1er tour. En outre la totalité des conseillers départementaux est renouvelée. Ce nouveau mode de scrutin nécessite un redécoupage des cantons dont le nombre est divisé par deux avec arrondi à l'unité impaire supérieure. Dans l'Aisne, le nombre de cantons passe ainsi de 42 à 21. Le canton de Coucy-le-Château-Auffrique ne fait pas partie des cantons conservés du département. 
Le canton disparait lors des élections départementales de mars 2015. L'ensemble des communes est regroupée avec canton voisin de canton de Vic-sur-Aisne sauf Pierremande, rejoignant celui de Chauny.

## Représentation

### Conseillers généraux de 1833 à 2015
| Période | Période      | Identité                                   | Étiquette   | Qualité |
| ------- | ------------ | ------------------------------------------ | ----------- | --- |
| 1833    | 1841 (décès) | Charles Desfossez (1775-1841)              |             | Ancien capitaine, chef d'escadron Propriétaire à Auffrique-et-Nogent                                              |
| 1841    | 1848         | Georges Goumant                            |             | Cultivateur Maire de Pont-Saint-Mard (1826-1853), conseiller d'arrondissement                                     |
| 1848    | 1862 (décès) | Baron Charles François Ferdinand de Poilly |             | Ministre plénipotentiaire Propriétaire de la verrerie et maire de Folembray (1819-1862)                           |
| 1862    | 1883         | Henri Carette (1822-1896)                  | Droite      | Agronome, fabricant de sucre Maire d'Auffrique-et-Nogent                                                          |
| 1883    | 1900 (décès) | Fernand Pinard-Legry (1847-1900)           | Républicain | Avocat - Maire de Crécy-au-Mont                                                                                   |
| 1900    | 1925         | Albert Forzy                               | URD         | Propriétaire à Villemontoir, conseiller d'arrondissement Maire de Bassoles-Aulers Député (1912-1914 et 1919-1928) |
| 1925    | 1929         | Jules Navarre                              | Rad.        | Négociant en vins Maire de Folembray                                                                              |
| 1929    | 1937         | Henri Eugène Adolphe Charlier              | Rad.        | Ancien greffier du juge de paix suppléant Maire de Coucy-le-Château-Auffrique                                     |
| 1937    | 1940         | M. Guerre                                  | SFIO        | Maire de Quierzy                                                                                                  |
|         |              |                                            |             | |
| 1945    | 1970 (décès) | Léon Droussent                             | SFIO        | Directeur d'école Maire de Coucy-le-Château-Auffrique (1944-1970) Sénateur (1955-1959)                            |
| 1970    | 1976         | Maurice Leclère                            | PCF         | Secrétaire de mairie, Coucy-la-Ville                                                                              |
| 1976    | 2001         | Hugues Martin                              | RPR         | Docteur en médecine Maire de Folembray (1994-1999)                                                                |
| 2001    | 2015         | Jean-Claude Dumont                         | PCF         | Maire de Coucy-le-Château-Auffrique (2008-2020)                                                                   |

### Conseillers d'arrondissement (de 1833 à 1940)
| Période                                  | Période          | Identité                    | Étiquette   | Qualité |
| ---------------------------------------- | ---------------- | --------------------------- | ----------- | --- |
| 1833                                     | 1841             | Georges Goumant             |             | Cultivateur, ancien maire de Pont-Saint-Mard                                                                |
| 1841                                     | 1845             | M. Houssart                 |             | Propriétaire à Coucy-le-Château                                                                             |
| 1845                                     | 1848             | M. Bonal                    |             | Juge de paix à Coucy-le-Château                                                                             |
|                                          |                  |                             |             | |
| av.1885                                  |                  | Arsène Carré (1838-1900)    |             | Notaire, suppléant du juge de paix                                                                          |
|                                          |                  |                             |             | |
|                                          | 1900 (démission) | Albert Forzy                | URD         | Propriétaire à Villemontoir, maire de Bassoles-Aulers                                                       |
| 1900                                     | 1914 (décès)     | Anatole Denoyon (1848-1914) |             | Agriculteur, maire de Camelin                                                                               |
| 1914                                     | 1919             | siège vacant                |             | |
| 1919                                     | 1922             | M. Lemoine                  |             | |
| 1922                                     | 1931             | M. Ply                      |             | |
| 1931                                     | 1940             | M. Leroy                    | Républicain | |
| 1940                                     |                  |                             |             | Les conseils d'arrondissement ont été suspendus par la loi du 12 octobre 1940 et n'ont jamais été réactivés |
| Les données manquantes sont à compléter. |                  |                             |             | |

## Composition
Le canton de Coucy-le-Château-Auffrique a groupé 29 communes et compte 11 720 habitants en 2012.
| Code Insee | Nom                                    | Superficie (km2) | Population (hab.) | Densité (hab./km2) |
| ---------- | -------------------------------------- | ---------------- | ----------------- | ------------------ |
| 02217      | Coucy-le-Château-Auffrique (Chef-lieu) | 11,46            | 1 058             | 92,32              |
| 02034      | Audignicourt                           | 5,66             | 104               | 18,37              |
| 02049      | Barisis-aux-Bois                       | 15,11            | 734               | 48,58              |
| 02078      | Besmé                                  | 2,66             | 156               | 58,65              |
| 02086      | Bichancourt                            | 7,73             | 1 061             | 137,26             |
| 02093      | Blérancourt                            | 10,80            | 1 229             | 113,8              |
| 02107      | Bourguignon-sous-Coucy                 | 2,80             | 96                | 34,29              |
| 02140      | Camelin                                | 9,15             | 446               | 48,74              |
| 02159      | Champs                                 | 9,16             | 288               | 31,44              |
| 02219      | Coucy-la-Ville                         | 6,11             | 216               | 35,35              |
| 02236      | Crécy-au-Mont                          | 11,83            | 304               | 25,7               |
| 02318      | Folembray                              | 8,85             | 1 428             | 161,36             |
| 02333      | Fresnes                                | 7,30             | 157               | 21,51              |
| 02363      | Guny                                   | 9,32             | 458               | 49,14              |
| 02395      | Jumencourt                             | 6,20             | 154               | 24,84              |
| 02406      | Landricourt                            | 5,83             | 131               | 22,47              |
| 02423      | Leuilly-sous-Coucy                     | 12,69            | 395               | 31,13              |
| 02456      | Manicamp                               | 10,24            | 318               | 31,05              |
| 02599      | Pierremande                            | 7,57             | 265               | 35,01              |
| 02616      | Pont-Saint-Mard                        | 6,79             | 190               | 27,98              |
| 02631      | Quierzy                                | 8,09             | 440               | 54,39              |
| 02632      | Quincy-Basse                           | 3,87             | 60                | 15,5               |
| 02671      | Saint-Aubin                            | 8,36             | 328               | 39,23              |
| 02686      | Saint-Paul-aux-Bois                    | 11,13            | 395               | 35,49              |
| 02704      | Selens                                 | 7,65             | 237               | 30,98              |
| 02707      | Septvaux                               | 8,56             | 164               | 19,16              |
| 02750      | Trosly-Loire                           | 15,21            | 604               | 39,71              |
| 02762      | Vassens                                | 9,87             | 174               | 17,63              |
| 02786      | Verneuil-sous-Coucy                    | 4,58             | 130               | 28,38              |

## Démographie
| 1962   | 1968   | 1975   | 1982   | 1990   | 1999   | 2006   | 2007   | 2008   |
| ------ | ------ | ------ | ------ | ------ | ------ | ------ | ------ | ------ |
| 11 524 | 11 116 | 10 891 | 11 064 | 11 247 | 11 146 | 11 555 | 11 633 | 11 725 |

| 2009   | 2010   | 2011   | 2012   | - | - | - | - | - |
| ------ | ------ | ------ | ------ | - | - | - | - | - |
| 11 814 | 11 820 | 11 750 | 11 720 | - | - | - | - | - |